# 평안남도
평안남도(平安南道)는 조선민주주의인민공화국 중서부에 있는 도이다. 평안남도청 소재지는 평성시이다. 인민위원장은 강형봉, 당 위원장은 김두일이다.

## 개요
평안남도는 안주평야와 숙천평야, 평양평야가 있어 쌀농사가 유리하며 대동강이 남쪽으로 흐르고, 북쪽으로는 청천강이 흐르기 때문에 공업용수와 생활용수로 사용하기에 알맞다. 또한 동쪽에는 향로봉과 묘향산 등이 있어서 관광자원으로 이용되며, 자연조건이 많아 댐이나 발전소를 대규모로 건설하였다.
영원발전소와 청천강1호발전소는 모두 평안남도에 있다. 평안남도의 앞 글자인 '평'과 '안'자는 평양과 안주에서 따온 것이다.
평성시는 과학연구소로 유명하여 이과대학과 과학원과 같은 기관들이 밀집했으며, 덕천시에는 유명한 비날론을 생산하는 공장이 있다.

## 산업

### 농목업
동부에서는 밭농사, 서부에서는 논농사가 주로 이루어진다. 논은 점차 관개설비가 잘 되어 쌀 산출은 북한 총 생산량의 20%를 차지한다. 단위수확량은 많은 편으로 단당(段當) 수확량은 2석(石)에 가깝다.
그 밖에 조·콩·팥·수수·옥수수·보리·모밀·고구마·감자 등이 많이 산출되며, 삼과 담배·누에고치 그리고 사과와 밤도 유명하다. 특히 옥수수는 순천, 개천을 중심으로 북한에서 1위의 생산량을 기록하고 있다.
한편 목축과 양잠업도 매우 성하여 목축은 주로 북부 및 동부산지의 구릉지대와 농가에서 부업으로 행해져, 특히 평양소(平壤牛)는 유명하다. 그리고 양잠도 이 지방의 산록지대에서 성하며 덕천·성천·안주·순천 등지는 가내공업에 의한 견직물산지로 유명하다.

### 수산업
서해안의 연안지방은 비교적 인문이 발달하고 있으나 넓은 간석지의 전개로 근대적 수산업은 활발하지 못하다. 다만 연안어업과 제염업이 발달되고 있는데 조기·도미·갈치·뱅어·가자미·민어·대구어·삼치·고등어·대합·새우 그리고 조개류도 많이 잡혀 남포(南浦)와 한천(漢川)은 주요 어항이 되고 있다. 그리고 제염업은 예부터 활발하였으며 광량만·귀성·덕동 등지의 천일제염은 한반도에서 제일가는 염전지대를 이룬다.

### 임업
산지가 동북부에 치우쳐 있으나 전반적으로 삼림의 분포가 넓어 전체 면적의 약 70%가 임야로, 총 면적 9,920km2ｍ를 차지하고 있다. 영원·덕천·양덕·맹산·성천 등의 각 군에 우거진 삼림이 많다.

### 광공업
비교적 지하자원이 풍부하다. 광구수·광구면적·산금량(産金量)은 전국 제1위이며 전지역이 일대 광구를 이루고 있다. 무연탄을 비롯하여 금·철·사금·흑연·중석·고령토·석회 등이 대표적 산물이며, 운모 광맥은 도내의 각처에서 발견되고 석탄은 평남 남부 탄전과 평남 북부 탄전의 두 지역으로 대별된다. 평남 남부 탄전은 대동강 연안에 약 3억t의 매장량을 이루는 무연탄전으로 사동·삼신 탄광을 비롯하여 강동·감북·삼등·만달산 등이 대표적 탄광이다. 한편 평남 북부 탄전은 매장량 약 5억t의 대탄전으로 순천·개천·덕천, 그리고 평안북도의 영변 땅에 걸친 무연탄 탄전지대로 신창·용문 탄광들은 대표적 탄전이다. 그리고 철광은 개천·강서에서, 사금은 순안에서, 금은 성흥·성천 등지에서, 흑연은 특히 개천·영유 그 밖에 각지에서 많이 산출되고, 중석은 내륙지방인 양덕과 영원지방에서 산출되고 있다.
이 밖에도 운모·인회석·고령토·규석·천연 슬레이트 등이 나오며, 주요 공업은 대동강 상류에서의 순천의 화학공업, 승호읍의 시멘트공업, 평양에서의 방적·제분·제당·식료·농기구공업, 그리고 남포의 제련·조선·판유리·정미 공업과 강선(降仙)의 제강, 기양(岐陽)의 전기기구, 대안리(大安里)의 제철공업 등이다.

## 대학
- 숙천농업대학
- 리과대학

## 교통
철도교통은 평양과 남포시를 연결하는 평남선, 평양과 신의주를 연결하는 평의선이 있다. 이밖에도 양덕선, 평남온천선 등의 노선이 있다.
해상교통으로 남포항이 있는데, 남포항 근처에 1980년대에 김정일 국방위원장의 지시로 만든 서해갑문이 있다. 북한 언론에서는 서해갑문 건설을 통하여 해상교통이 원활해졌다고 주장하고 있다.
1급도로로 1998년에 개통된 청년영웅도로(남포와 수도 평양을 잇는)와 평양-향산고속도로가 놓여있다.

## 역사
- 1896년 - 평안도를 남북으로 분리함.
- 1946년 9월 - 평양이 평안남도의 도청이 됨.
- 1954년 - 대흥군이 함경남도로 넘어감.
- 1959년 - 승호군이 평양시로 넘어감.
- 1960년 - 평양시 확장으로 대동군 일부가 평양시로 넘어감.
- 1961년 - 중화군, 상원군, 강남군이 평양시로 넘어감.
- 1965년 - 평성구를 신설
- 1969년 - 평성구가 평성시로 개편
- 1972년 - 함경남도 대흥군이 평안남도로 넘어옴. 같은 해에 순안군이 평양시로 넘어감.
- 1974년 - 은산군이 폐지됨.
- 1978년 - 강서군과 룡강군 일부가 대안시로 개편
- 1979년 - 남포시와 대안시가 직할시로 승격됨.남포시는 남포구역으로 개편.
- 1983년 - 순천군이 순천시로 개편. 같은 해에 강동군이 평양시로 넘어감.
- 1986년 - 덕천군이 덕천시로 개편
- 1987년 - 안주군이 안주시로 개편
- 1990년 - 개천군을 개천시로 개편
- 1993년 - 은산군을 다시 내옴.
- 1998년 - 청남구가 문덕군에 합쳐졌으나 1999년에 다시 청남구를 설치했다.
- 2004년 1월 9일 - 남포직할시가 특급시로 개편되어 평안남도에 편입.
- 2005년 - 남포특급시가 특별시로 승격, 천리마군, 대안군, 강서군, 용강군, 온천군이 이 곳으로 편입되다.
- 2018년 - 득장지구를 북청군에 흡수.
- 2020년 - 청남구가 청남군으로 개편

## 행정 구역

### 도시
- 개천시(价川市)
- 덕천시(德川市)
- 순천시(順川市)
- 평성시(平城市)
- 안주시(安州市)
- 룡강군(龍岡郡)

### 지구
- 운곡지구(雲谷地區)

### 군
- 녕원군(寧遠郡)
- 대동군(大同郡)
- 대흥군(大興郡)
- 문덕군(文德郡)
- 맹산군(孟山郡)
- 북창군(北倉郡)
- 성천군(成川郡)
- 숙천군(肅川郡)
- 신양군(新陽郡)
- 증산군(甑山郡)
- 청남군(淸南郡)
- 평원군(平原郡)
- 회창군(檜倉郡)
- 양덕군(陽德郡)
- 은산군(殷山郡)

- 각 지역 옆의 인구는 2008년 북한의 인구조사를 출처로 한다.

### 폐지된 행정구역
- 평성구 (평성시로 승격)
- 함종군 (현재 온천군 및 증산군)
- 순천군 (현재 순천시로 승격)
- 덕천군 (현재 덕천시로 승격)
- 개천군 (현재 개천시로 승격)
- 안주군 (현재 안주시로 승격)
- 강동군 (평양시로 편입)
- 강서군 (남포시로 편입, 강서구역으로 승격)
- 온천군 (남포시로 편입)
- 룡강군 (남포시로 편입)
- 대안군/대안시 (남포시로 편입, 대안구역으로 승격)
- 영유군 (현재 평원군의 일부)
- 득장지구(得場地區/북창군로 편입)
- 청남구 (청남군으로 승격)

## 관광지
송암동굴이 유명한 관광지 중 한 곳이다.

## 참조 자료
- 이 문서에는 다음커뮤니케이션(현 카카오)에서 GFDL 또는 CC-SA 라이선스로 배포한 글로벌 세계대백과사전의 내용을 기초로 작성된 글이 포함되어 있습니다.

## 같이 보기
- 조선민주주의인민공화국의 지리